# The Assembly
The Assembly – projekt muzyczny stworzony przez Vincenta Clarke'a, klawiszowca grup Depeche Mode oraz Yazoo oraz byłego wokalistę zespołu Undertones Feargala Sharkeya.
Zespół wydał jeden singel, "Never, Never", który w 1983 roku dotarł do czwartego miejsca brytyjskiej listy przebojów. Po rozwiązaniu projektu Clarke kontynuował współpracę m.in. z Neilem Arthurem, Mattem Johnsonem czy Paulem Quinnem by finalnie wraz z Andy Bellem założyć zespół Erasure. Sharkey natomiast rozpoczął karierę solową.
Utwór "Never, Never" pojawił się w grze Grand Theft Auto: Vice City Stories w radiu Emotion 98.3.

## Dyskografia
- "Never, Never" (1983)